# Verhulivka, Perevalsk
Verhulivka (în ucraineană Вергулівка) este un sat în așezarea urbană Komisarivka din raionul Perevalsk, regiunea Luhansk, Ucraina.

## Demografie
Componența lingvistică a localității Verhulivka
     Ucraineană (87,53%)
     Rusă (12,22%)
     Alte limbi (0,25%)
Conform recensământului din 2001, majoritatea populației localității Verhulivka era vorbitoare de ucraineană (87,53%), existând în minoritate și vorbitori de rusă (12,22%).